# 뱅뱅뱅 (BANG BANG BANG)
〈뱅뱅뱅 (BANG BANG BANG)〉은 대한민국의 음악 그룹 빅뱅의 노래이다. 2015년 6월 2일 YG 엔터테인먼트를 통해 디지털 음원으로 발매되었다. 《MADE》 시리즈의 A의 첫 번째 노래이다.

## 배경
2015년 5월 27일, YG 엔터테인먼트는 YG공식블로그를 통해 타이틀곡 "뱅뱅뱅 (BANG BANG BANG)"의 첫 포스터를 공개하며, 양현석 대표는 “빅뱅의 이전 음악중에서도 가장 비트가 빠르고 더 강렬하다.”라고 언급했다.

## 차트 성적
"뱅뱅뱅 (BANG BANG BANG)"은 2015년 발매 첫 주, 339,856 디지털 카피를 기록했다. 가온 디지털 차트에서 1위를 차지했다. "뱅뱅뱅 (BANG BANG BANG)"은 6월 말, 가온 디지털 월간 차트에서 681,111 디지털 카피를 판매하며 1위를 기록했다. 2015년 8월 13일 기준, 100만 디지털 카피를 돌파했다.
이 노래는 이전의 M에 이어 빌보드 월드 디지털 송 차트에서 A에 수록 된 두 번 째 트랙의 "We Like 2 Party"와 나란히 1, 2위를 기록했으며, 이는 월드 디지털 송 차트에서 K-Pop 가수로는 유일하게 2개의 1위 곡을 보유한 싸이와 동률의 기록이다. 또한, 프랑스 싱글 차트에서 194위로 데뷔해, 이것은 K-Pop 남자 가수 중에서 최초의 차트 진입이다.

## 평가
뱅뱅뱅은 2015년에 나온 노래임에도 불구하고 2025년, 현재까지도 초중고, 심지어 대학생까지 재밌게 즐겨듣는다.
또 뱅뱅뱅은 음악 평론가들로부터 긍정적인 평가를 받았고, 대중음악평론가 강태규는 “'뱅뱅뱅'의 경우 빅뱅다운 자유분방한 느낌과 동세대에 젊은 층들이 공감할 수 있는 표현들이 잘 나열돼 있다. 가사 뿐 아니라 멜로디와 편곡 등 사운드적인 측면에서 트렌드를 잘 알고 녹여내는 능력이 탁월하다”고 평가했다. 대중음악평론가 성시권은 “굉장히 아이돌 음악 치고 탄탄하다. 과거 히트곡 '거짓말'만 봐도 빌보드 차트 상위권에 오르는 곡들과 비교해도 손색이 없을 정도다”라며 극찬하며, 이어 “음악적으로도 매우 대중 친화적이고, 들으면 깊이 파고드는 중독성이 있기 때문에 한국 가요시장에서 롱런하고 있다”고 말했다.
해외 언론매체 미국 퓨즈 TV는 '빅뱅의 중독성있는 새 노래 ‘뱅뱅뱅’을 들어보라'라는 기사를 게재하며, “한국 최고 그룹 빅뱅이 모터사이클, 형광색의 헤어컬러, 반짝이로 채워진 환상적인 비주얼로 돌아왔다.”라고 언급하며 극찬하였다. 빌보드는 빅뱅의 6월 싱글앨범 신곡을 집중 조명하며 한층 더 업그레이드 된 그들의 음악과 패션을 칭찬했다.
"뱅뱅뱅 (BANG BANG BANG)"은 또한 대중들과 팬들에게도 좋은 평가를 받으며, 2015년 Mnet 아시안 뮤직 어워드와 멜론 뮤직 어워드에서 올해의 노래상을 수상하였다.

## 뮤직 비디오
뱅뱅뱅 (BANG BANG BANG)은 뮤직 비디오가 15세 이상 관람가이다. 그러므로 뮤직 비디오 중간중간 어린이가 보기엔 안 좋은 장면들이 살짝살짝씩 나온다.
뱅뱅뱅의 안무에는 태양의 "RINGA LINGA"과 GD X TAEYANG의 "GOOD BOY"의 안무를 만들고 제니퍼 로페즈의 안무가로도 유명한 리퀘스트 크루의 리더 패리스 고블이 참여했다. 이 뮤직 비디오는 "Fantastic Baby"와 "BAE BAE"의 뮤직 비디오를 연출한 서현승 감독이 맡았다. 뮤직 비디오 공개 이후, 미국 빌보드는 2015년 6월 동안 미국과 전세계 국가에서 가장 많이 시청한 K-Pop 뮤직 비디오로 선정되었다고 보도하였다.
2016년 1월 1일, 유튜브에 따르면 지난 2015년 1월 1일부터 12월 31일까지 집계 결과 빅뱅의 "뱅뱅뱅 (BANG BANG BANG)"은 9,500여만 뷰를 기록해 2015년 한해 동안 조회수가 가장 높은 K-Pop 뮤직 비디오로 선정되었다.

## 차트
| 순위 (2015)                       | 최고 순위 |
| --------------------------------- | --------- |
| 프랑스 (SNEP)                     | 194       |
| 재팬 핫 100 (빌보드)              | 11        |
| 대한민국 (가온 주간 싱글 차트)    | 1         |
| 대한민국 (가온 월간 싱글 차트)    | 1         |
| 미국 월드 디지털 송 차트 (빌보드) | 1         |
| 미국 유튜브 차트 (빌보드)         | 13        |

판매량
| 차트                       | 판매량    |
| -------------------------- | --------- |
| 대한민국 가온 디지털 차트  | 1,561,939 |
| 빌보드 월드 디지털 송 차트 | 11,000    |

## 발매일
| 국가     | 날짜            | 포맷            | 레이블                   |
| -------- | --------------- | --------------- | ------------------------ |
| 대한민국 | 2015년 6월 2일  | 디지털 다운로드 | YG 엔터테인먼트, KT 뮤직 |
| 세계     | 2015년 6월 2일  | 디지털 다운로드 | YG 엔터테인먼트, KT 뮤직 |
| 일본     | 2015년 6월 17일 | 디지털 다운로드 | YG 엔터테인먼트, YGEX    |